# وادي النجيل
وادي النجيل هو هو واد في تهامة بلاد بلقرن في محافظة العرضيات تسيل مياهه من جبل روحان ومن جبل العمامة باتجاه الشرق حتى يصب في وادي قنونا من الغرب.